# Jean Hardy (sculpteur)
Pour les articles homonymes, voir Hardy et Jean Hardy.
Jean Hardy, né en 1653 à Nancy, mort le 14 janvier 1737 à Versailles, est un sculpteur français.

## Biographie
Jean Hardy est né en 1653 à Nancy.
Il est reçu à l’Académie royale le 26 juin 1688. Le palais et les jardins de Versailles possèdent plusieurs de ses statues. Le Musée de Chantilly conserve 6 statues de nymphes et le musée du Louvre deux groupes.
Jean Hardy meurt le 14 janvier 1737 à Versailles.

## Œuvres
- La Religion terrassant l'Idolatrie, musée du Louvre[1].
- Le mois de mars, jardins de Versailles[1].
- Vases en marbre, jardins de Versailles[1].
- Nymphes en plomb, Trianon à Versailles[1].
- Deux dragons en plomb, Trianon à Versailles[1].